# Asesinato de aviadores aliados
Se conoce como asesinato de aviadores aliados (en alemán Fliegermorde) la matanza de tripulaciones de aviones aliados, en violación del derecho internacional, que fueron derribados o realizaron un aterrizaje de emergencia en la fase final de la Segunda Guerra Mundial.  La mayoría de los perpetradores eran funcionarios locales del NSDAP así como miembros de la Kriminalpolizei y de la Gestapo.  Algunas fuentes documentan más de 300 casos de asesinato y (en algunos casos) de negativa de ayuda.  Después del final de la guerra, los involucrados en los asesinatos fueron llevados ante tribunales militares aliados y juzgados. Más de 150 de los acusados fueron ejecutados. 

## Linchamiento de aviadores aliados
Si bien los ataques aéreos llevados a cabo por el Comando de Bombarderos  de la Real Fuerza Aérea en 1940/41 contra Alemania y las zonas ocupadas por los alemanes en Europa occidental apenas tuvieron éxitos notables, pero sí provocaron grandes pérdidas de aviones y tripulaciones, la estrategia cambió desde que el nuevo comandante Arthur Harris asumió el cargo a principios de 1942. Desde mayo de 1942, se produjo un cambio a bombardeos nocturnos con grandes formaciones de hasta 1.000 bombarderos. El objetivo era incendiar los centros de las ciudades siempre que fuera posible. El Comando de Bombarderos de la RAF, equipado con modelos de aviones y técnicas de puntería constantemente mejorados, fue reforzado a partir de junio de 1943 por bombarderos de las Fuerzas Aéreas del Ejército de los Estados Unidos (8.ª Fuerza Aérea). Además de la principal base de bombarderos en el este de Inglaterra, desde el otoño de 1943 los aliados tuvieron acceso al gran complejo de aeródromos de Foggia, en el sur de Italia, donde tenía su base la 15.ª Fuerza Aérea, más pequeña. Después de dificultades iniciales y, a veces, de grandes pérdidas hasta la primavera de 1944, a partir de mediados de 1944 se logró gradualmente una amplia soberanía aérea aliada. Por regla general, las unidades británicas atacaban de noche y las estadounidenses durante el día; el objetivo principal del lado estadounidense era destruir zonas urbanas enteras y zonas residenciales, no objetivos puntuales (industria, medios de transporte, etc.).
El tratamiento de las tripulaciones de aviones derribados sobre territorio enemigo o que tuvieran que realizar un aterrizaje de emergencia debido a defectos técnicos estaba estipulado en el Reglamento relativo a las leyes y costumbres de la guerra terrestre (H.IV.R) de 1907  y en la Convenio de Ginebra relativo al trato debido a los prisioneros de guerra de 1929. Ambos acuerdos internacionales fueron reconocidos por el Reich alemán y permanecieron en vigor de iure hasta el final de la guerra. Respecto al trato dado a los prisioneros de guerra, la Convención de Ginebra afirmaba: “Deben ser tratados con humanidad en todo momento y protegidos en particular contra la violencia, los insultos y la curiosidad pública. Está prohibido tomar medidas de represalia contra ellos.” 

### Liderazgo nazi y asesinato de aviadores

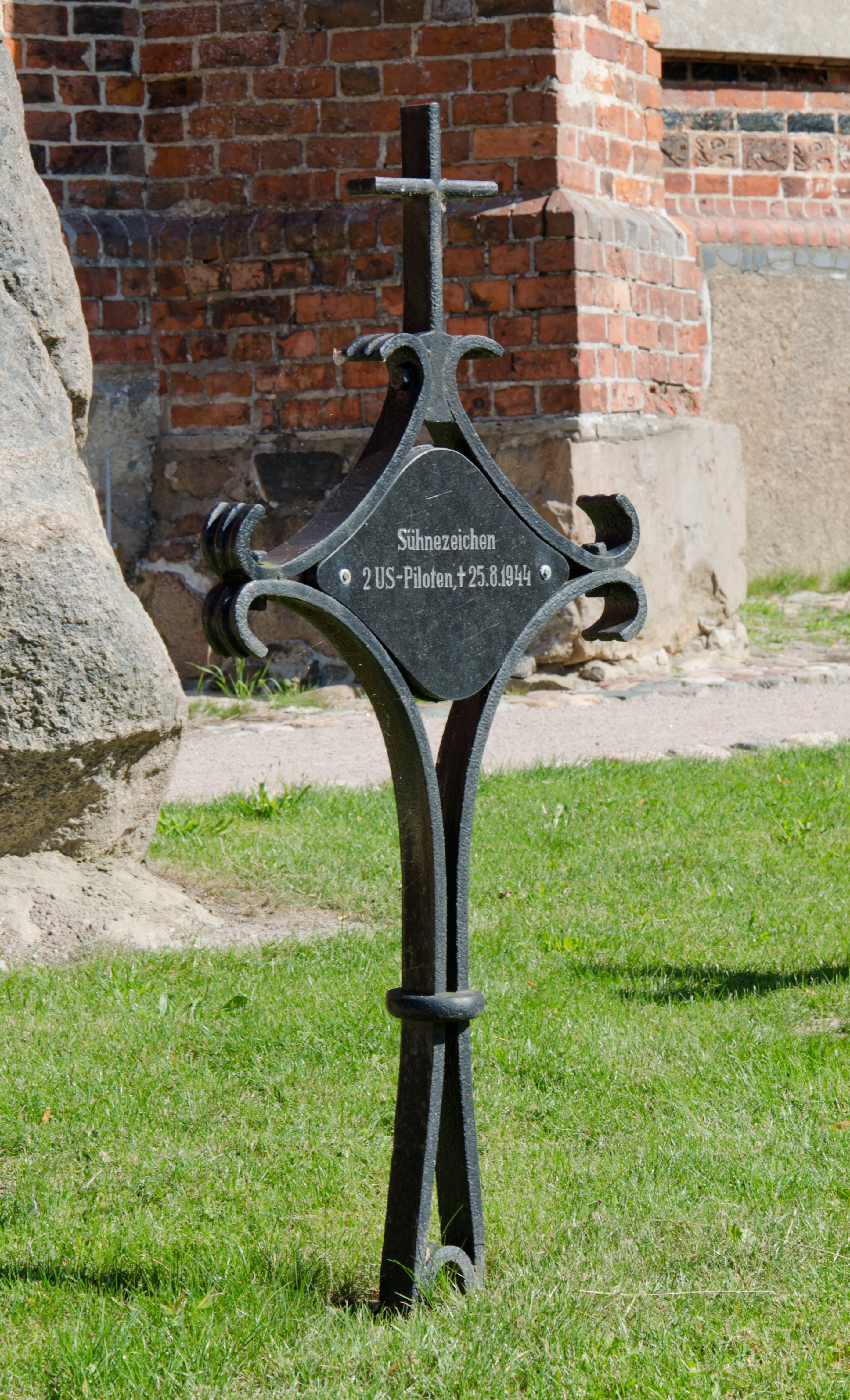
Cruz conmemorativa de los pilotos estadounidenses asesinados en Steffenshagen. El perpetrador en este caso fue un “ líder campesino ” local.

En octubre de 1942, Hitler emitió la "orden de los comandos" de que los llamados «escuadrones de sabotaje de los británicos y sus cómplices» (Sabotagetrupps der Briten und ihrer Helfershelfer), incluso si podían ser identificados como soldados por sus uniformes o estaban desarmados, debían «eliminarse hasta el último hombre, en batalla o en huida». La orden de los comandos no se aplicaba a los pilotos y tripulaciones aéreas enemigas que sobrevivieran al derribo o al aterrizaje de emergencia de sus aviones.
Heinrich Himmler, como Reichsführer SS, expresó en una directiva del 10 de agosto de 1943 que “no es trabajo de la policía interferir en las disputas entre camaradas alemanes y pilotos terroristas británicos y estadounidenses que se hayan saltado [de sus aviones]”. Las instrucciones fueron dadas a los comandantes de la Ordnungspolizei (BdO) y de la Policía de Seguridad (BdS)  y debían ser comunicadas oralmente a los departamentos subordinados y a los Gauleiters del NSDAP.  Ernst Kaltenbrunner, jefe de la Oficina Central de Seguridad del Reich, reiteró esta directiva el 5 de enero de 1944 y anunció que Himmler había ordenado "custodia protectora" durante no menos de 14 días en casos leves para personas que se comportaban de manera indigna por "compasión falsamente entendida hacia los aviadores enemigos capturados", y en casos graves había ordenado que fueran enviados a un campo de concentración.  En nombre del NSDAP, Martin Bormann envió una circular secreta a los Reichsleiter, Gauleiter y a los líderes distritales del partido a finales de mayo de 1944:
“En las últimas semanas, aviadores ingleses y norteamericanos han disparado repetidamente a baja altura a niños que jugaban en las plazas, a mujeres y niños que trabajaban en el campo, a granjeros arando, a vagones en las carreteras, a trenes, etc., desde bajas altitudes con armas a bordo, atacando así de la manera más vil a civiles indefensos, especialmente mujeres y niños.

 En varias ocasiones ha ocurrido que miembros de la tripulación de aviones de este tipo que habían saltado [en paracaídas] o realizado un aterrizaje de emergencia fueron linchados en el lugar inmediatamente después de su arresto por la población extremadamente indignada.

 No hubo procesamiento policial ni penal contra las personas involucradas. " 
La circular de Bormann debería comunicarse verbalmente a los líderes del grupo local. El Gauleiter de Hamburgo Karl Kaufmann confirmó en el juicio de Núremberg que «de la redacción»  de la circular se desprende claramente que se debe fomentar la no interferencia en el linchamiento de aviadores. Wilhelm Keitel, jefe del Oberkommando der Wehrmacht, habló en julio de 1944 de "autoayuda de la población" y consideró parcial que los soldados protegieran a los aviadores aliados: "Ningún camarada alemán puede entender tal comportamiento por parte de nuestras fuerzas armadas". dijo Keitel. En febrero y marzo de 1945, el Gauleiter del sur de Westfalia, Albert Hoffmann, emitió una orden que sometía a los pilotos aliados a la “ira popular”.

### Números y perpetradores
Se desconoce el número exacto de asesinatos de aviadores aliados. Se han probado 225 casos, el número total se estima en 350. Otros 60 aviadores fueron maltratados sin morir. En Austria también fueron linchados al menos 100 aviadores. Los primeros casos documentados ocurrieron en relación con el bombardeo de Hamburgo, en la "Operación Gomorra", el 25 de julio de 1943 cerca de Lübeck. Para julio de 1944 se documentaron 24 casos de asesinatos y once casos de malos tratos. En enero de 1945 las cifras disminuyeron ligeramente, la mayoría de los casos ocurrieron en marzo de 1945 con 37 asesinatos y dos malos tratos. El foco regional fue Hesse, la zona al sur de Wolfsburgo y la región del Ruhr.  En la zona del Ruhr, los casos aumentaron no durante el pico de los ataques aéreos británicos entre marzo y julio de 1943 (“Batalla del Ruhr”), sino en octubre de 1944.
En cuanto a los perpetradores, se pueden identificar dos grupos principales: representantes locales del NSDAP y miembros de la policía criminal y de la Gestapo. En particular, los líderes distritales del NSDAP y sus representantes estuvieron directamente involucrados en los asesinatos aéreos. Cuando se trató de miembros de la policía, la mayoría de los perpetradores se encontraban en las filas de la policía criminal y de la Gestapo. En casos individuales, la policía local fue responsable de asesinatos y, más a menudo, de malos tratos inmediatamente después de la detención. En casos aislados, los asesinatos fueron perpetrados por soldados de la Wehrmacht. La población local estuvo también involucrada en varios asesinatos. Aquí se documentan casos de ataques de una “turba enfurecida”, así como excesos de individuos. La historiadora Barbara Grimm llega a la siguiente valoración:
“Por regla general, los ataques a los aviadores aliados derribados no fueron actos de venganza por los bombardeos inmediatamente anteriores. Incitados por la propaganda de represalia del régimen, los ataques sirvieron en última instancia principalmente como oportunidades bienvenidas para brindar una salida a la creciente brutalización y radicalización. Los perpetradores eran generalmente funcionarios nacionalsocialistas que no tenían miedo de actuar ellos mismos. Sin embargo, los linchamientos en el sentido de automovilización de comunidades y distritos urbanos fueron la excepción.” 

### Ejemplos
Por orden del líder distrital del NSDAP, Benedikt Kuner, el 21 En julio de 1944, cinco aviadores estadounidenses fueron fusilados tras saltar en paracaídas en Schollach, en la Selva Negra.  
En Sarre, el jefe de policía de Sarrebruck, Fritz Dietrich, ordenó fusilar a los pilotos estadounidenses que habían abandonado el avión en agosto de 1944. Los aviadores se encontraban bajo custodia de varios comisarios, fueron detenidos por miembros de la 85.ª Standarte y fusilados en el bosque. 

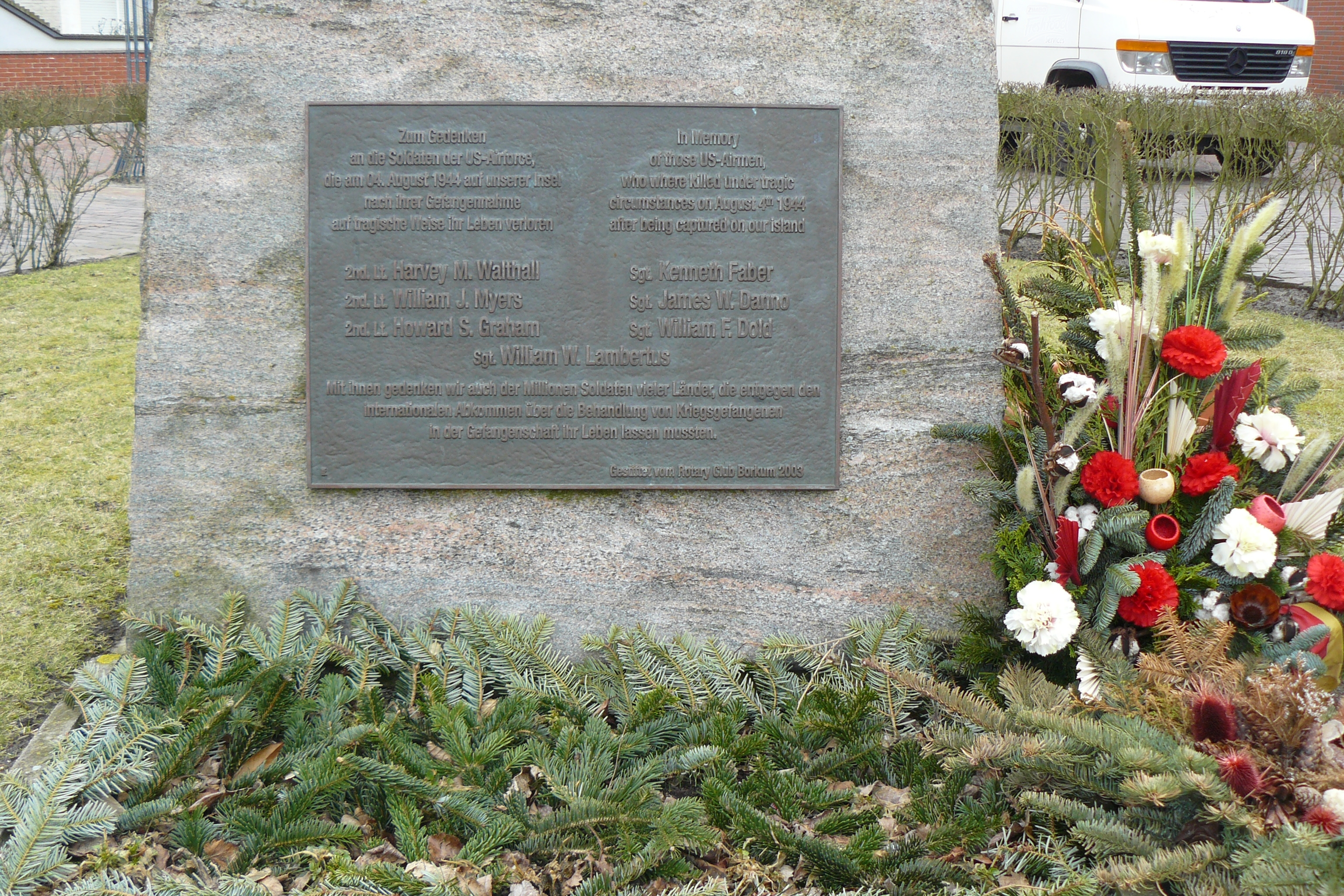
Piedra conmemorativa en Borkum

En las matanzas en la isla de Borkum, en el Mar del Norte, el 4 de agosto de 1944, siete miembros de la tripulación de un bombardero estadounidense que aterrizó de emergencia fueron golpeados con palas por miembros del Reichsarbeitsdienst antes de que un soldado alemán no involucrado disparara a toda la tripulación con su pistola. Los guardias de la Marina no intervinieron.  Desde 2003 existe una lápida conmemorativa. En la ceremonia oficial estuvieron presentes dos ex tripulantes del bombardero. Los dos sobrevivieron porque saltaron antes de que el avión realizara un aterrizaje de emergencia.
Seis aviadores estadounidenses fueron asesinados y otros dos resultaron gravemente heridos en Rüsselsheim el día 26 de agosto de 1944. Los pilotos ya habían sido derribados en el norte de Alemania y debían ser trasladados en tren al campo de tránsito de Oberursel.  La noche anterior, la Royal Air Force había llevado a cabo un intenso bombardeo en Rüsselsheim, que incluyó a la línea ferroviaria, que quedó interrumpida. Por lo tanto, los pilotos estadounidenses fueron conducidos a pie por la ciudad. Los guardias alemanes no intervinieron cuando los prisioneros fueron atacados con piedras y tejas, y golpeados con palos, palas y martillos. Mientras los prisioneros yacían inmóviles en el suelo, el líder del grupo local NSDAP le disparó a cuatro de ellos. Más tarde, dos pilotos lograron escapar, gravemente heridos, porque se habían hecho pasar por muertos. Las ocupaciones de los perpetradores eran ama de casa, obrero, agricultor y posadero. Cinco de los perpetradores fueron arrestados el día 10 de noviembre de 1945 y ahorcados en el patio de la prisión de Bruchsal. El 31 de agosto de 2004 se inauguró en Rüsselsheim un monumento para conmemorar los asesinatos.
El 10 de septiembre de 1944, el piloto de combate de las Fuerzas Aéreas del Ejército de Estados Unidos, el mayor John R. Reynolds, fue derribado sobre Ingolstadt.  Para evitar víctimas civiles, voló su North American P-51 Mustang sobre un edificio residencial y saltó con su paracaídas desde una altura de 50 metros. Resultó levemente herido al aterrizar y fue capturado por la policía. Con un pretexto, el líder del distrito NSDAP de Ingolstadt, Georg Sponsel, un nazi fanático, hizo que se le entregara el prisionero de guerra y lo mató disparándole.
El 29 de septiembre de 1944, un piloto estadounidense aterrizó con paracaídas cerca de Bad Neustadt an der Saale y llevado a la comisaría de policía local de Bastheim.  El mismo día, el líder del distrito del NSDAP y su adjunto recogieron al piloto y poco tiempo después le dispararon por detrás, por lo que se pudo afirmar que el estadounidense había sido "disparado mientras huía".

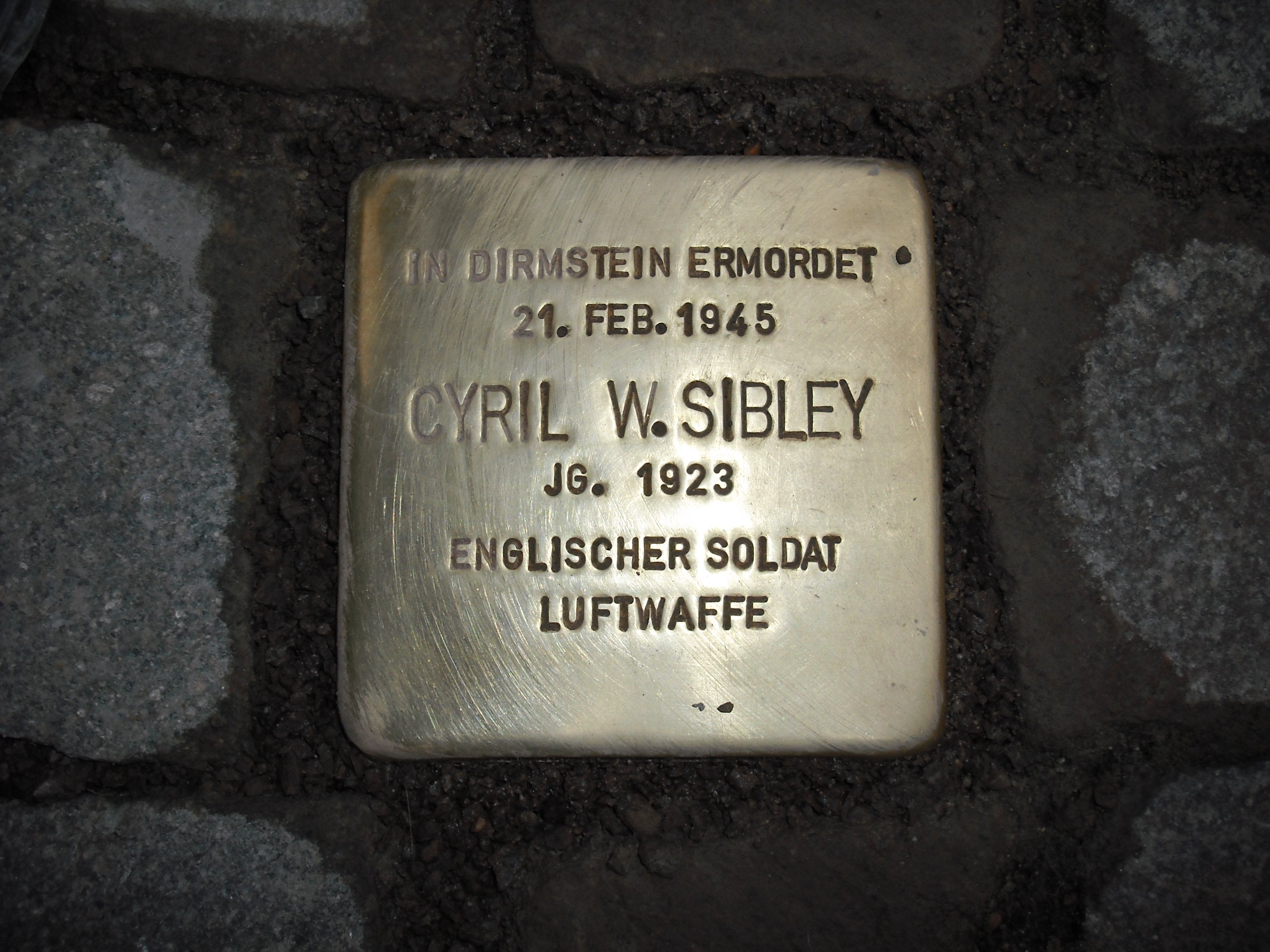
Un obstáculo para Cyril William Sibley

Cyril William Sibley, un sargento de 21 años de la Royal Air Force, sobrevivió al derribo de su avión cerca de Dirmstein, en febrero de 1945. Poco después, el líder del grupo local NSDAP de Dirmstein, Adolf Wolfert, le disparó. Wolfert y otros implicados en el crimen fueron condenados a muerte y ejecutados por un tribunal militar británico en 1946. Una Stolpersteine en Dirmstein recuerda a Sibley desde 2009.
El 5 de noviembre de 1944, después del gran ataque a Solingen, cuatro soldados aliados con uniforme canadiense -Ernest Crossley, Jack Lupinsky, Allan Gilchrist Samuel y Matthew Dorrell- que se habían estrellado en un ataque el 2 de noviembre, debían ser trasladados a Düsseldorf para ser interrogados. El pequeño grupo custodiado fue descubierto frente al ayuntamiento de Solingen por hombres de las SA, soldados de la Wehrmacht y civiles. La multitud disparó contra los prisioneros de guerra y los cuatro prisioneros murieron en la calle. Otros transeúntes arrojaron piedras a los soldados moribundos y pisaron sus cuerpos. En 1947, dos autores fueron juzgados ante un tribunal militar británico: el líder de las SA Erich Wilinski fue condenado a muerte y el soldado Hans Kühn a 20 años de prisión. Posteriormente, Wilinski fue indultado a 20 años de prisión y, al igual que Hans Kühn, fue liberado de la prisión de crímenes de guerra de Werl en 1957. 
Entre el 27 de octubre y el 10 de diciembre de 1944, tres pilotos británicos que habían saltado de sus aviones derribados después del ataque aéreo en Giessen el 6 de diciembre de 1944 fueron fusilados por la policía cerca de Gladenbach y Oberlemp en Hesse, así como un piloto estadounidense.
Cuatro pilotos de bombarderos canadienses murieron en Graz, Austria, el 4 de abril de 1945, linchados por miembros de las SS y la Volkssturm en marzo de 1945. Cuando los agentes de policía sacaron sus armas reglamentarias, la multitud soltó al quinto miembro de la tripulación. Los agentes de policía eludieron la orden de su comandante de disparar contra el aviador, fingiendo una ejecución. El prisionero logró escapar.
El 16 de marzo de 1945 se produjo un importante ataque aéreo en Würzburg. Un miembro de la tripulación de un avión derribado murió poco después en Sommerhausen.

## Fliegerprozesse
Después de capitulación alemana de mayo de 1945 los juicios por el asesinato y el maltrato de aviadores aliados estuvieron entre los primeros procedimientos penales llevados a cabo por tribunales militares aliados en Alemania. Sólo en los juicios de Dachau, llamados así por el lugar del juicio en el lugar del antiguo campo de concentración que sirvió como campo de internamiento, se llevaron a cabo 200 procesos. En los tribunales británicos y canadienses se llevaron a cabo 27 procedimientos  hasta el 1 de mayo de 1947. En los juicios de la Curiohaus  se condenaron varios asesinatos de aviadores. En la Zona Soviética o RDA se llevaron a cabo ocho procedimientos.
En los casos tratados en Dachau ante tribunales militares estadounidenses, los acusados fueron acusados de violar el derecho internacional, concretamente el Código de Guerra Terrestre de La Haya de 1907 y la Convención de Ginebra sobre el Tratamiento de los Prisioneros de Guerra de 1929. Además, se planteó el cargo de “propósito común”. Los veredictos de los tribunales militares podían ser revisados previa solicitud. Para ello existía la llamada junta de revisión del ejército estadounidense, que examinaba las sentencias y hacía las recomendaciones adecuadas al Mando Europeo de Estados Unidos. Quien tenía derecho a modificar o confirmar las sentencias. La revisión de las sentencias se parecía más a un Indulto que a un recurso de casación.  

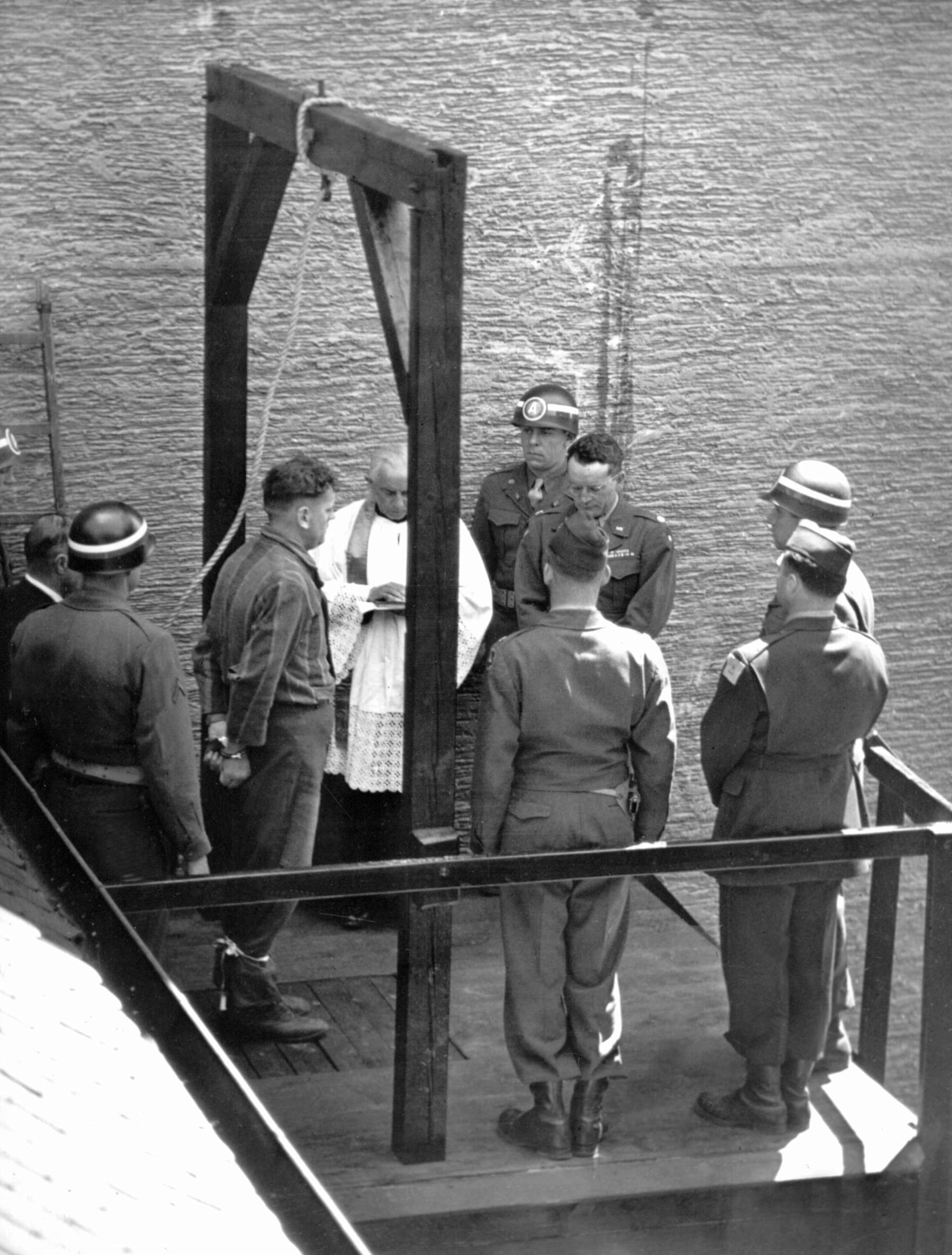
Ejecución en el patio de la prisión de Landsberg am Lech, 1946. La mayoría de los perpetradores condenados por asesinato fueron ahorcados aquí.

De particular importancia fue el juicio contra el SS Obergruppenführer Jürgen Stroop y 20 coacusados el 10 de enero hasta el 21 de marzo de 1947.  En este caso se juzgaron varios ataques contra aviadores en Hesse. Stroop estaba siendo juzgado como SS- und Polizeiführer (HSSPF) “Rhein-Westmark”, otros acusados eran miembros de las SS y de la Gestapo. Órdenes e instrucciones como las de Himmler del 10 del agosto de 1943 fueron tema del juicio, y motivo para que el tribunal militar aceptara un “propósito común”. En el proceso también se discutieron las jerarquías y los canales de servicio y mando. Los acusados afirmaron a menudo haber actuado siguiendo órdenes superiores y confirmaron su propio conocimiento de las órdenes de matar aviadores. 13 acusados fueron condenados a muerte, posteriormente, tres de estas sentencias fueron conmutadas por cadena perpetua. Los demás acusados recibieron sentencias que iban de tres a 15 años de prisión. Jürgen Stroop, condenado a muerte, fue extraditado a Polonia, donde fue condenado nuevamente a muerte como responsable de la represión del levantamiento en el gueto de Varsovia y ejecutado en 1952. Los condenados a penas de prisión fueron puestos en libertad anticipadamente.
El líder del distrito de Ingolstadt, Sponsel, fue condenado y ejecutado en 1947.
En el marco de otros Fliegerprozesse, el 31 de marzo de 1947 fue detenido en Dachau el Gauleiter del NSDAP de Mecklemburgo, Friedrich Hildebrandt. Fue condenado a muerte en mayo de 1947 junto con otros dirigentes del partido de su distrito. Como resultado de sus órdenes, los aviadores capturados murieron en cuatro casos.  El exjefe de policía de Langenselbold, Alfred Bury fue condenado a muerte  el 15 de julio de 1945 junto con otros cinco acusados. En diciembre de 1944, Bury ordenó el asesinato de un piloto estadounidense que había atterizadao con paracaídas. Entre los coacusados se encontraban agentes de policía que dispararon contra el aviador en un bosque cercano, así como los superiores de Bury que habían dado las correspondientes órdenes generales.  El 30 de  octubre de 1947, el médico Alois Grisl fue condenado a cadena perpetua. En julio de 1944, Grisl se había negado a prestar atención médica a un piloto estadounidense derribado cerca de Molln, en Alta Austria. El hombre gravemente herido falleció. Posteriormente, la sentencia de Grisl fue revisada y reducida a 15 años de prisión.  En la prisión de Landsberg se realizaron un total de 82 condenas a muerte contra personas condenadas en los procesos estadounidenses.
Eberhard Schöngarth fue uno de los ejecutados por su participación en los asesinatos de los aviadores. El participante en la Conferencia de Wannsee fue condenado a muerte por un tribunal militar británico en febrero de 1946 por disparar contra un piloto aliado cerca de Enschede en noviembre de 1944 y ejecutado en la prisión de Hameln.  
El general de artillería antiaérea August Schmidt fue condenado en 1947 por dar órdenes de que los pilotos aliados capturados no debían ser protegidos por sus guardias alemanes. La pena de cadena perpetua se redujo a diez años en apelación.

## Italia y Japón
En octubre de 1935, la Italia fascista invadió el Imperio de Abisinia y conquistó el país en una brutal campaña de guerra. La parte italiana aprovechó la suerte de los pilotos italianos Tito Minniti y Livio Zannoni con fines propagandísticos, después de que su avión de reconocimiento realizara un aterrizaje de emergencia, fueran asesinados probablemente por aldeanos iracundos. La propaganda italiana difundió diversos informes, a veces contradictorios, sobre su cruel destino; Las circunstancias reales de sus muertes ya no pudieron aclararse cuando se encontraron los cadáveres.
Tres de los ocho aviadores estadounidenses capturados que participaron en el ataque aéreo de 1942 contra Tokio conocido como la incursión Doolittle fueron ejecutados por orden de los dirigentes japoneses en la ciudad ocupada de Shanghái. 